# Waterhousea floribunda
Waterhousea floribunda es un hermoso árbol del bosque lluvioso del este de Australia. Crece a lo largo de los ríos desde el Río Williams cerca del poblado de Dungog (32° S) hasta Mackay (21° S) en el centro este de Queensland. Conocido como el lilli pilli llorón, este árbol es ampliamente plantado como ornamental. Árboles plantados en 1827 pueden ser vistos en los Royal Botanic Gardens, Sydney. Sin embargo, sin embargo estos árboles son dañados y amenazados por el zorro volador de cabeza gris.

## Descripción
Es un árbol de talla mediana a grande que crece a 30 metros de alto y alcanza un diámetro de 75 cm. El tronco es gris, con líneas verticales y grietas. Está rebordeado en los árboles maduros. Las hojas son opuestas, no dentadas. Con el borde ondulado y delgadas, de 5 a 15 cm de largo con una larga punta. Se pueden ver ocasionalmente hojas maduras rojas. Pequeños puntitos se pueden ver con una lupa. La vena central está elevada en el envés, pero hundida en el envés.
Flores blancas aparecen en panículas entre noviembre y enero. El fruto es una baya, de 14 mm de diámetro. Adentro solo hay una semilla grande. El fruto madura de enero a abril. Como muchas de las mirtáceas con frutos carnosos, se recomienda la remoción del arilo para ayudar a la germinación, ésta es notablemente rápida en la especie, tomando por lo menos diez días.

## Usos
El follaje de borde ondulado asegura su popularidad como árbol ornamental.

## Cultivares

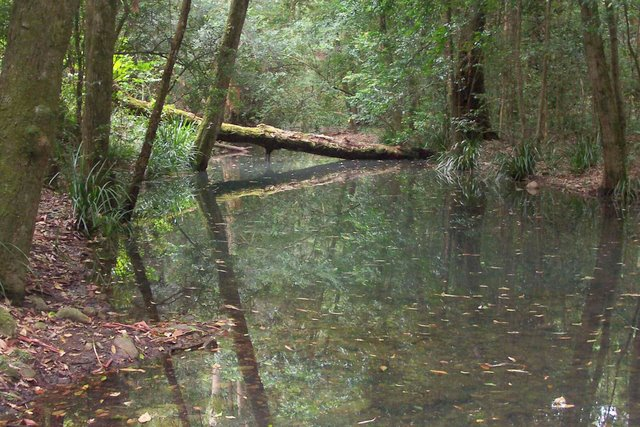
Una paisaje idílico del lilly pilly llorón en Nueva Gales del Sur, Australia.

Waterhousea floribunda 'Sweeper' es un cultivar con el hábito llorón y un nuevo crecimiento verde intenso y ondulaciones atractivas en las hojas. Crece a una altura de 10 m x 5-8 m de ancho y produce racimos de flores blancas en verano. Crece tanto en pleno sol como en sombra parcial y tolera ligeras heladas en climas frescos.